# Dorfkirche Falkenberg (Wische)

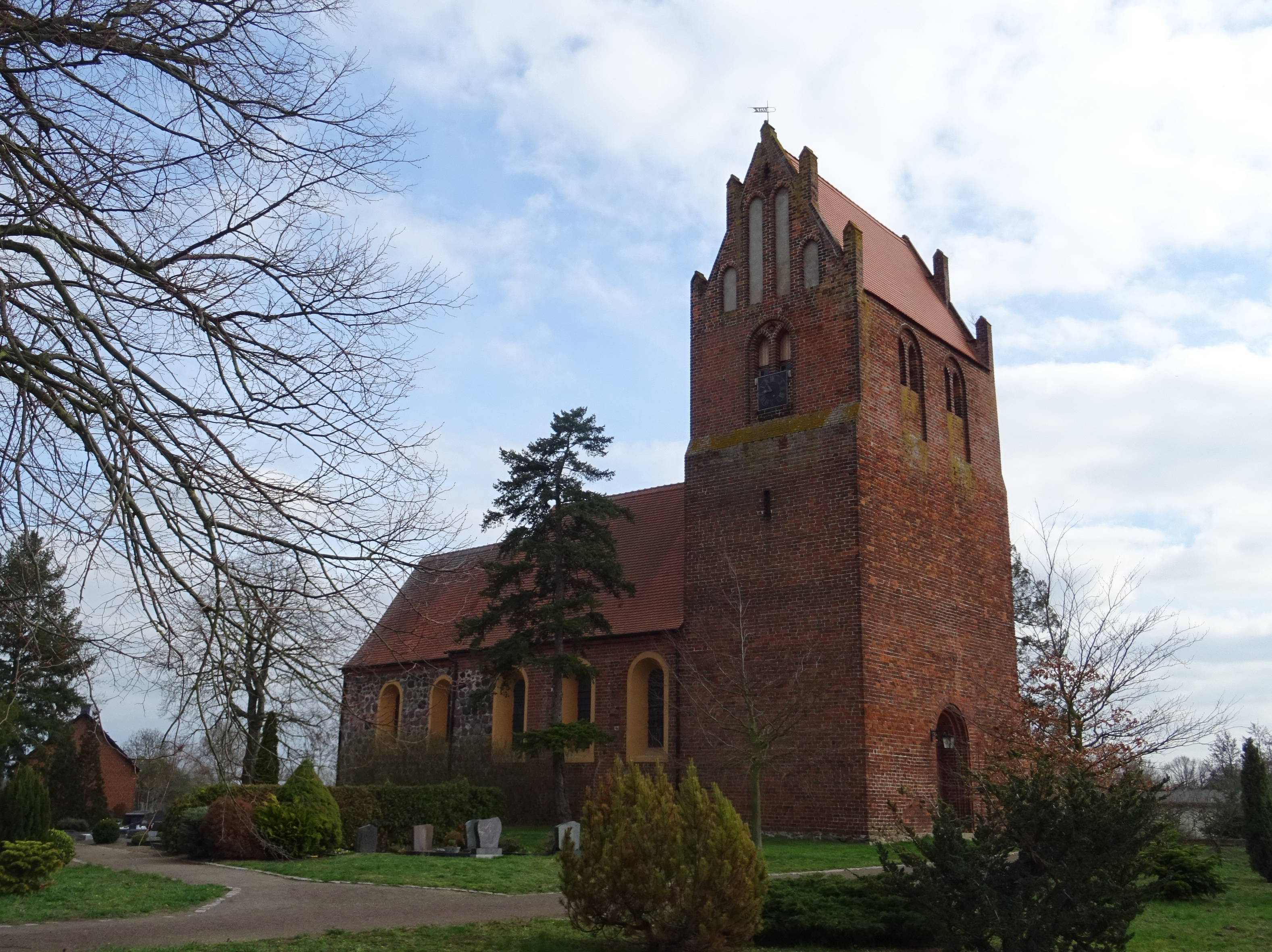
Dorfkirche Falkenberg

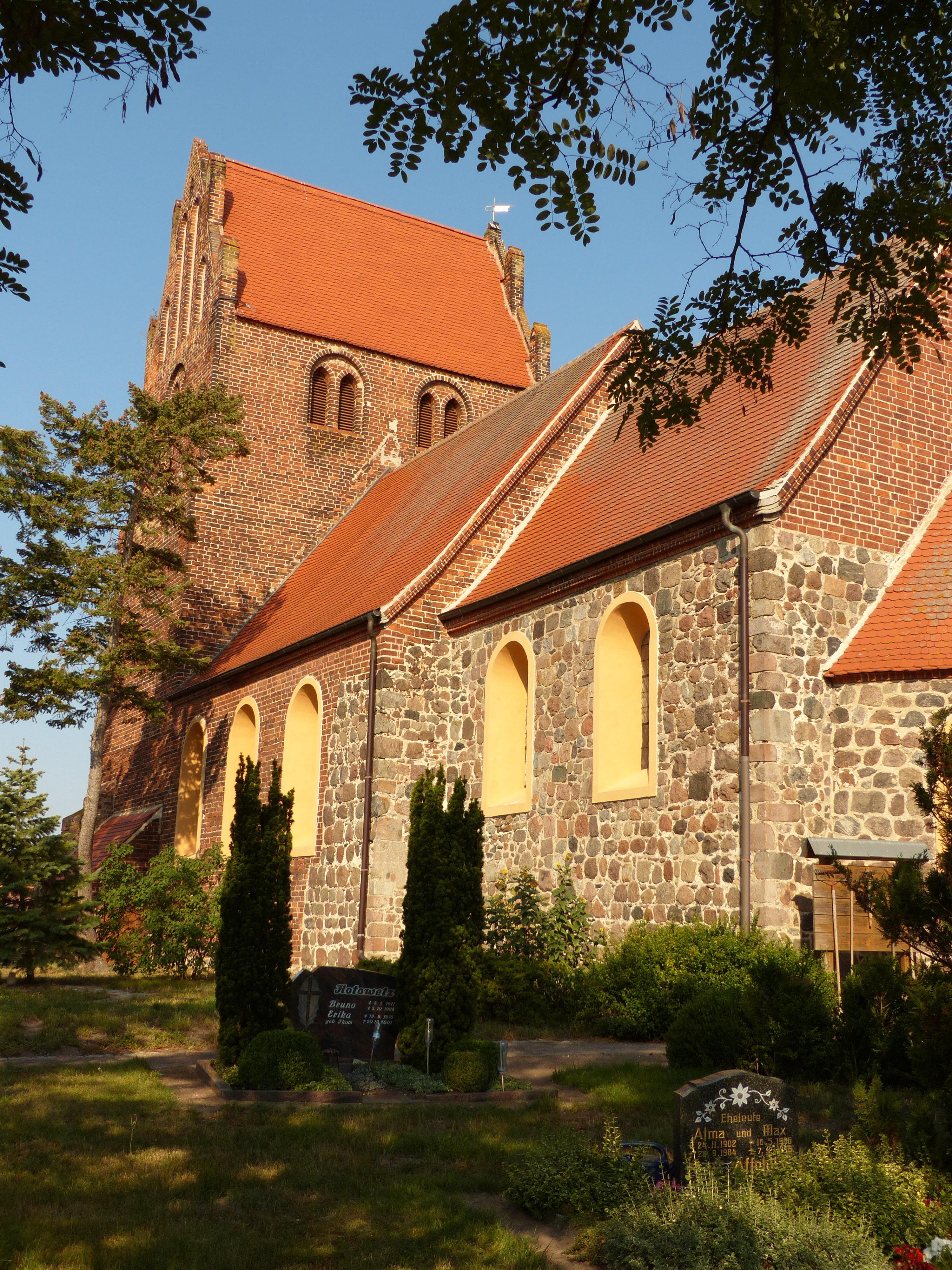
Ansicht von Südost

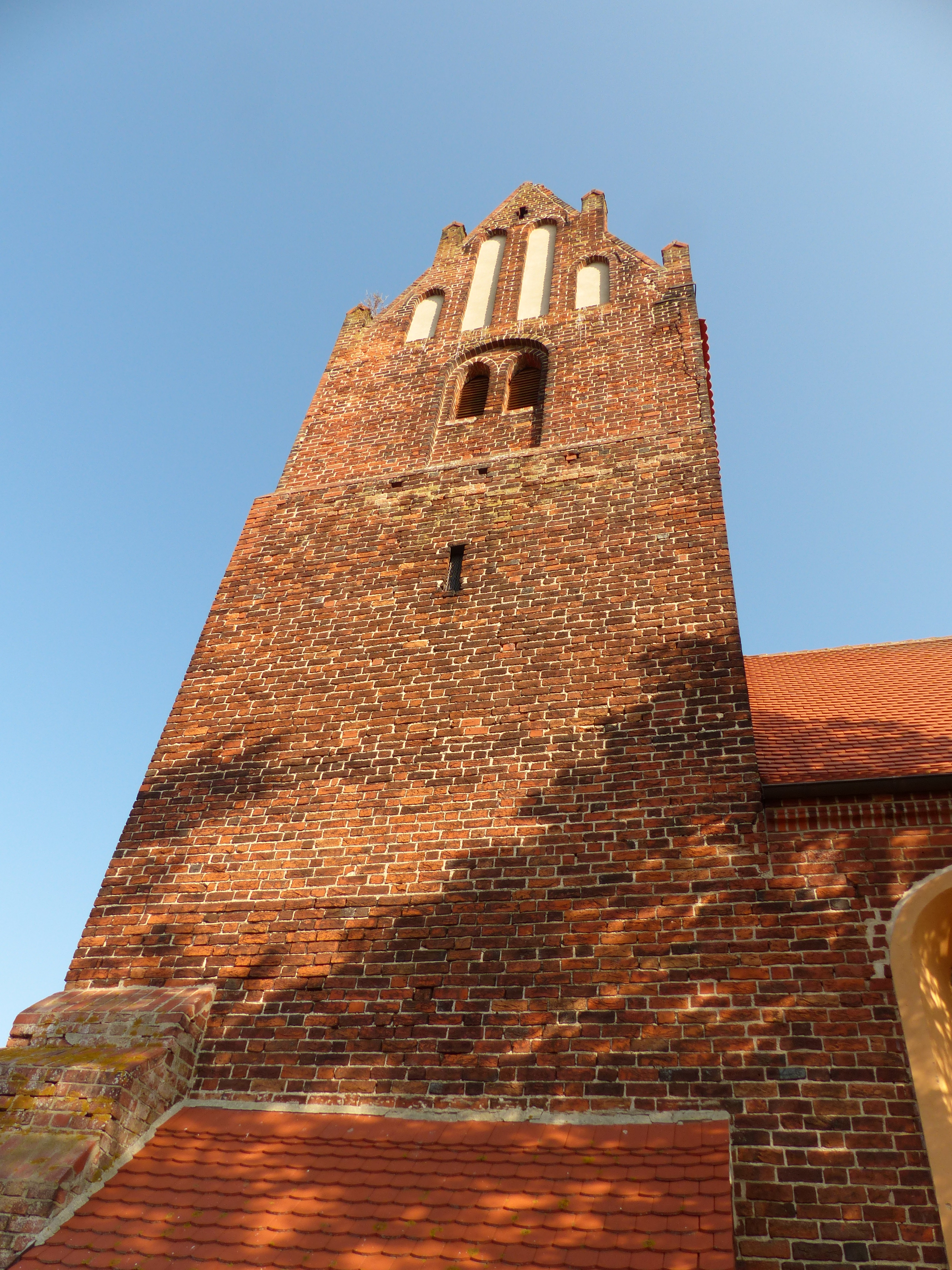
Turm

Die evangelische Dorfkirche St. Maria und Johannes ist eine spätromanische Saalkirche im Ortsteil Falkenberg der Gemeinde Altmärkische Wische im Landkreis Stendal in Sachsen-Anhalt. Sie gehört zum Pfarrbereich Seehausen im Kirchenkreis Stendal der Evangelischen Kirche in Mitteldeutschland.

## Geschichte und Architektur
Das stattliche Bauwerk setzt sich als vollständige Anlage aus schiffsbreitem Westquerturm, kurzem, gedrungenem Schiff, gestrecktem Chor und halbkreisförmiger Apsis zusammen. Die aus Feldsteinen errichteten Ostteile der Kirche stammen vom Ende des 12./Anfang des 13. Jahrhunderts, das Kirchenschiff und der  Westturm wurden in der zweiten Hälfte des 13. Jahrhunderts in Backstein errichtet. Um 1870 erfolgte eine umfangreiche Instandsetzung, dabei wurden die Detailformen verändert. Eine Restaurierung des Innern wurde um das Jahr 1965 vorgenommen. Das Glockengeschoss des Turmes ist spätgotisch mit zweiteiligen Schallöffnungen und fialengeschmückten Blendgiebeln, das vermutlich gleichzeitig mit dem 1549 datierten Strebepfeiler entstand.
Innen ist das Bauwerk flachgedeckt.

## Ausstattung
Das Hauptstück der Ausstattung ist ein qualitätvoller Altaraufsatz von Michael Helwig aus Helmstedt, datiert 1694, der auch die Kanzel und den Altar in der benachbarten Dorfkirche von Ferchlipp schuf; er besteht aus einem kraftvoll verkröpften Architekturrahmen; vor den seitlichen Pilastern sind die charaktervollen Schnitzfiguren der Apostel Petrus und Paulus in bewegten, faltenreich gebauschten Gewändern aufgestellt, als Bekrönung waren ursprünglich der auferstehende Christus und die Wächter am Grabe dargestellt. Die Gemälde mit Abendmahl und Kreuzigung wurden 1699 von Ephraim Stahlberg aus Berlin geschaffen. Die hölzerne Kanzel entstand Ende des 17. Jahrhunderts, in den Füllungen sind Gemälde der Evangelisten zu finden, signiert von Moritz Mewes. Eine Bronzeglocke wurde im Jahr 1686 durch Joachim Kraberg aus Flessau gegossen.